# RKSV Trajectum ad Mosam
RKSV Trajectum ad Mosam is een voormalige Nederlandse handbalvereniging uit Maastricht. De club werd opgericht op 15 mei 1951.

## Naam
De verenigingsnaam van de handbalclub Trajectum ad Mosam, is de Latijnse naam voor de Nederlandse stad Maastricht en betekent letterlijk 'oversteek bij de Maas'. De naam stamt uit de tijd van de Romeinen.

## Resultaten
- 1979 1e
Eerste divisie B
- 1980 6e
Eredivisie
- 1981 8e
Eredivisie
- 1982 4e
Eredivisie
- 1983 9e
Eredivisie
- 1984
Eerste divisie
- 1985 7e
Eredivisie
- 1986 2e
Eredivisie
- 1987 6e
Eredivisie
- 1988 6e
Eredivisie
- 1989 12e
Eredivisie

- Eredivisie
- Eerste divisie

## Erelijst
- 1974/75; Promotie naar tweede divisie
- 1976/77; Promotie naar eerste divisie
- 1978/79; Promotie naar eredivisie
- 1982/83; Degradatie uit de eredivisie
- 1983/84; Promotie naar eredivisie
- 1987/88; Degradatie uit de eredivisie